# آلتویلر
آلتویلر (به فرانسوی: Altviller) یک کمون در فرانسه است که در Canton of Saint-Avold-1 واقع شده‌است.

## خصوصیات
آلتویلر ۴٫۸۵ کیلومترمربع مساحت و ۵۶۵ نفر جمعیت دارد و ۳۰۵ متر بالاتر از سطح دریا واقع شده‌است.